# فرد دايموند
فرد دايموند (بالإنجليزية: Fred Irvin Diamond)‏ هو رياضياتي أمريكي، ولد في 19 نوفمبر 1964.

## وصلات خارجية
- الموقع الرسمي